# Крис Маздер
Кристофер Маздер (Питсфилд, 26. јун 1988) је амерички репрезентативац у санкању.
Такмичио се на Олимпијским играма младих у Ванкуверу 2010. и Сочију 2014. где је заузео тринаесто место. На Олимпијским играма у Пјонгчангу 2018. освојио је сребрну медаљу, што је прва медаља за Сједињене Америчке Државе у мушкој појединачној дисциплини на ЗОИ.